# كيني غامبل
كيني غامبل (بالإنجليزية: Kenny Gamble)‏ هو لاعب كرة قدم أمريكية أمريكي، ولد في 8 مارس 1965 في هوليوك في الولايات المتحدة.

## وصلات خارجية
- كيني غامبل على موقع مرجع كرة القدم المحترفة.كوم (الإنجليزية)